# Achim Zeppenfeld
Achim Zeppenfeld ist ein Radiomoderator beim Bayerischen Rundfunk, freiberuflicher Journalist und Produzent sowie ausgebildeter Mediator.

## Leben

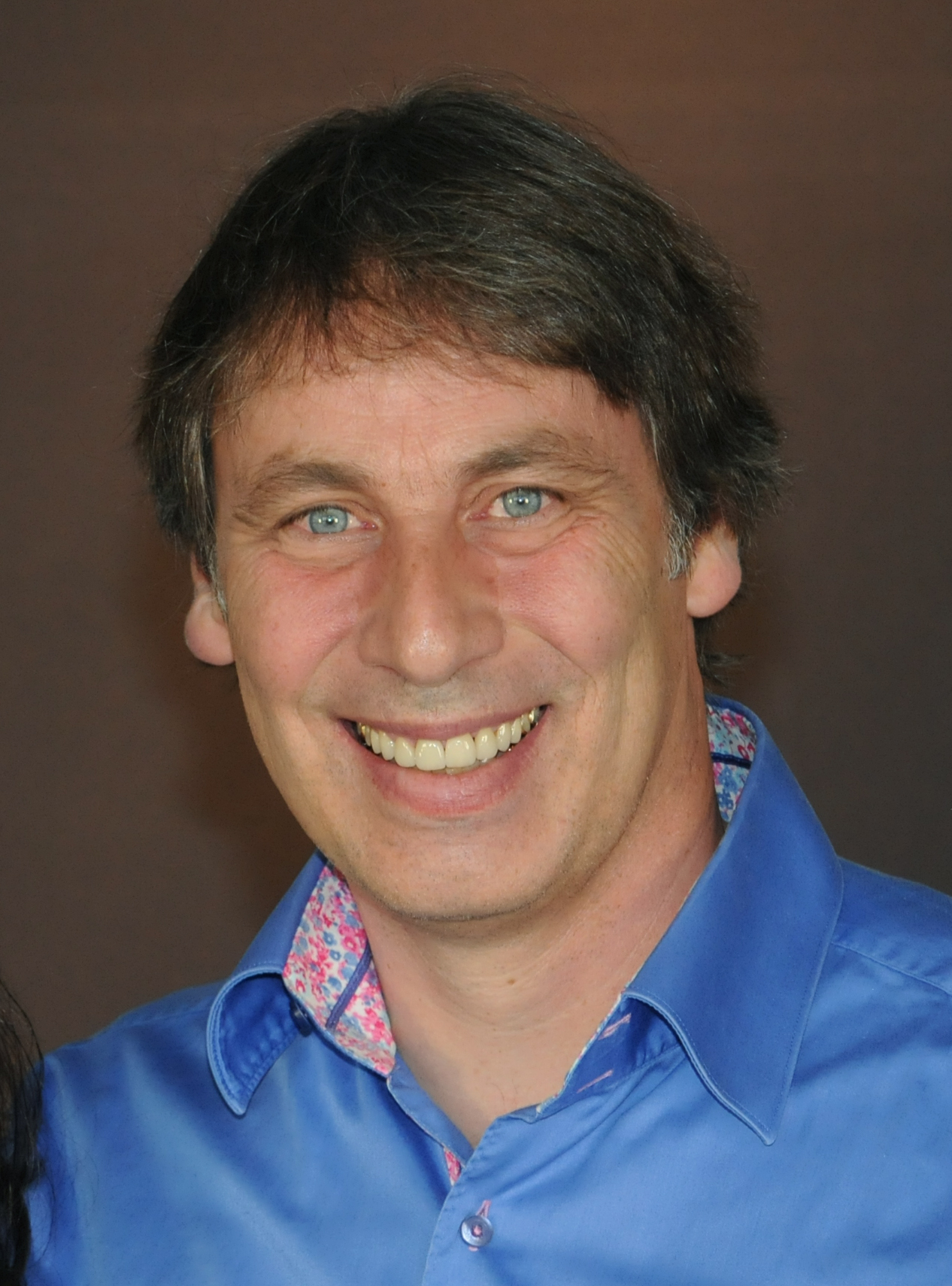
Achim Zeppenfeld

Zeppenfeld erhielt eine Berufsausbildung als Nachrichtengerätemechaniker und Informationselektroniker bei Siemens. Nach dem Abitur an der Fachoberschule München belegte er ein Studium der physikalischen Technik an der Fachhochschule München. Daneben erhielt er Ausbildung in den Kommunikationstechniken TA, NLP.
Seine Radioarbeit begann er 1985 auf Bayern 2 mit der Sendung Teenie-Rock. Nach der Bayern-2-Reform ging er in den Abend zu Bayern 3 und nach der Bayern-3-Programmreform ins Tagesprogramm. 1996 wechselte er zu Bayern 1. Seit dieser Zeit war er auch als Webmaster für die Homepage von Bayern 1 zuständig. Außerdem war Zeppenfeld freier Produzent von Werbespots.
Freiberuflich arbeitet Achim Zeppenfeld für Theater als musikalischer Einrichter für Tourneetheaterstücke in Deutschland, Österreich und der Schweiz, wie Romeo und Julia, In allen Ehren, Händel und Bach. Außerdem wirkte er als Laienschauspieler in Theaterstücken von Ludwig Thomas Moral, Kurt Wilhelms Brandner Kasper am Roßstalltheater in Germering und am Theater in der Au in München mit.
Er präsentiert auf Bayern 1 den Vormittag sowie Bayern 1 am Samstagmittag und am Sonntagmorgen. Außerdem moderiert er mehrere Sendungen auf Bayern 1 als Vertretung.
Von 2010 bis Anfang 2018 war Achim Zeppenfeld Mitglied in der Freienvertretung im Bayerischen Rundfunk e.V und setzte sich dort für die Interessen der freien Mitarbeiter des BR ein. Zudem schloss er im November 2012 seine Ausbildung zum Mediator erfolgreich ab. Im Juni 2014 wurde er vom Institut für Mediation und Beziehungsmanagement IMB zum Wirtschaftsmediator ausgebildet. Ehrenamtlich war er von April 2014 bis März 2020 als Richter am Bayerischen Verwaltungsgericht München tätig. 
Seit Mai 2014 ist er zudem Gemeinderat in seinem Wohnort Grünwald für die Sozialdemokratische Partei Deutschlands, dessen Schriftführer Zeppenfeld ist.